# Mercedes Cup 2000 - Qualificazioni doppio
Le qualificazioni del doppio  del Mercedes Cup 2000 sono state un torneo di tennis preliminare per accedere alla fase finale della manifestazione. I vincitori dell'ultimo turno sono entrati di diritto nel tabellone principale. In caso di ritiro di uno o più giocatori aventi diritto a questi sono subentrati i lucky loser, ossia i giocatori che hanno perso nell'ultimo turno ma che avevano una classifica più alta rispetto agli altri partecipanti che avevano comunque perso nel turno finale.
Le qualificazioni del doppio del torneo Mercedes Cup 2000 prevedevano 4 coppie partecipanti di cui una è entrata nel tabellone principale.

## Teste di serie
1. Andrej Čerkasov /  Francisco Costa (primo turno)

1. Fabio Maggi /  Fernando Vicente (primo turno)

## Qualificati
1. Sláva Doseděl  /   Petr Luxa

## Tabellone

### Legenda
| - Q = Qualificato - WC = Wild card - LL = Lucky loser | - ALT = Alternate - SE = Special Exempt - PR = Protected Ranking | - w/o = Walkover - r = Ritirato - d = Squalificato |

|  | Primo turno | Primo turno                     | Primo turno | Primo turno | Primo turno |  |  | Ultimo turno             | Ultimo turno             | Ultimo turno             | Ultimo turno | Ultimo turno |  |
|  |             |                                 |             |             |             |  |  |                          |                          |                          |              |              |  |
|  |             | David Miketa David Škoch        | 4           | 6           | 6           |  |  |                          |                          |                          |              |              |  |
|  | 1           | Andrej Čerkasov Francisco Costa | 6           | 1           | 2           |  |  | David Miketa David Škoch | David Miketa David Škoch | David Miketa David Škoch | 2            | 2            |  |
|  |             | Sláva Doseděl Petr Luxa         | 3           | 7           | 6           |  |  | Sláva Doseděl Petr Luxa  | Sláva Doseděl Petr Luxa  | Sláva Doseděl Petr Luxa  | 6            | 6            |  |
|  | 2           | Fabio Maggi Fernando Vicente    | 6           | 5           | 4           |  |  |                          |                          |                          |              |              |  |